# 張一元 (隆慶進士)
張一元（1543年—1608年），字鳴春，號仁軒，山東濟南府鄒平縣人，民籍，明朝政治人物。同進士出身。

## 生平
嘉靖四十三年（1564年）甲子科山東鄉試第四十九名舉人。隆慶五年（1571年）中式辛未科會試第三百四十五名，三甲第一百二十七名進士。工部觀政，授阳曲县知县，在在任时清除大猾巨蠹，核察隐田匿赋。萬曆三年（1575年）擢吏部主事，七年歷升员外郎、郎中，九年养病。十二年复除本部，丁憂歸。十七年补考功司郎中，十八年降调叙州府同知，十九年升戶部郎中，同年十二月陞光祿寺少卿。二十年十一月升太常寺少卿、提督四夷馆，二十一年八月升通政司右通政，十月升都察院右佥都御史、巡抚河南，当年饥荒，上疏请停止榷酒，留赎银，借郧阳的饷银贷河北漕粮。巡按陈某奉上命请开矿，張元执奏不可，事情中止，不久被陈某所告，于是请称病辞官归乡。二十三年去职。卒年六十六岁。

## 家族
曾祖張興；祖父張桂，訓導；父張佩弦，壽官。母孫氏。具庆下。兄一亨、一貞。